# Cavan
Cavan (em irlandês:  An Cabhán) é a principal cidade e o centro administrativo do condado de Cavan, na província de Ulster (Irlanda). A cidade está situada na parte norte das midlands, próxima da fronteira com a Irlanda do Norte.

## História
A familia O’Reilly (o nome é hoje em dia muito comum na região) construiu em Cavan um castelo no final do século XIII. Um mosteiro franciscano foi construído também na região nessa mesma época. 
No século XV, o lorde Owen O'Reilly fez construir um mercado que atraiu mercadores de Dublin e de Drogheda.
Em 1610, o rei da Inglaterra Jaime I doa uma carta à cidade.